# Phra Thong Kham (huyện)
Phra Thong Kham (tiếng Thái: พระทองคำ) là một huyện (amphoe) ở phía bắc của tỉnh Nakhon Ratchasima, đông bắc Thái Lan.

## Lịch sử
Tambon Sa Phra, Thap Rang, Phang Thiam, Nong Hoi và Map Krat đã được tách ra từ huyện Non Thai để lập tiểu huyện Phra Thong Kham vào ngày 15 tháng 7 năm 1996.
Theo quyết định của chính phủ Thái Lan ngày 15 tháng 5 năm 2007, tất cả 81 tiểu huyện đều được nâng thành huyện. Với việc đăng công báo hoàng gia ngày 24 tháng 8, việc nâng cấp thành chính thức.

## Địa lý
Các huyện giáp ranh (từ phía bắc theo chiều kim đồng hồ) là Chatturat và Noen Sa-nga của Chaiyaphum Province, Khong, Kham Sakaesaeng, Non Thai và Dan Khun Thot của tỉnh Nakhon Ratchasima.

## Hành chính
Huyện này được chia thành 5 phó huyện (tambon). Thị trấn (thesaban tambon) Phra Thong Kham nằm trên một phần của tambon Sa Phra.
| 1. | Sa Phra     | สระพระ  |  |
| 2. | Map Krat    | มาบกราด |  |
| 3. | Phang Thiam | พังเทียม  |  |
| 4. | Thap Rang   | ทัพรั้ง    |  |
| 5. | Nong Hoi    | หนองหอย |  |